# Црни колобус
Црни колобус (лат. Colobus satanas) је врста примата (Primates) из породице мајмуна Старог света (Cercopithecidae).  

## Распрострањење
Ареал врсте је ограничен на мањи број држава. 
Врста је присутна у Камеруну, Републици Конго, Екваторијалној Гвинеји и Габону.

## Станиште
Станишта врсте су шуме и мочварна подручја. 

## Подврсте
Подврсте црног колобуса:
- габонски црни колобус (Colobus satanas anthracinus);
- биочки црни колобус (Colobus satanas satanas).

## Угроженост
Ова врста се сматра рањивом у погледу угрожености врсте од изумирања.